# Філіп III Побожний
Філі́п III (ісп. Felipe III; 14 квітня 1578 — 31 березня 1621) — король Іспанії та Португалії (1598—1621). Представник династії Габсбургів. Син іспанського короля Філіпа II. Прізвисько — Побо́жний (ісп. el Piadoso). Також — Фелі́пе III (на іспанський лад), Філі́пе II (порт. Filipe II, як португальський король).

## Перші кроки
Основними напрямками короля Філіпа III на початку його правління були: боротьба з Англією, підкорення північноафриканського узбережжя, відновлення іспанської влади на півночі Нідерландів. Але на всіх напрямках Іспанію чекали невдачі. Експедиція в Ірландію нової Армади 1601 року зазнала поразки. Спроба у 1603 році захопити Алжир теж виявилася невдалою. 1604 року Амброзіо Спінола розбив війська повстанців у Нідерландах та захопив Остенде. Але з 1606 року військова удача відвернулася від іспанців й тут.

## Внутрішня політика

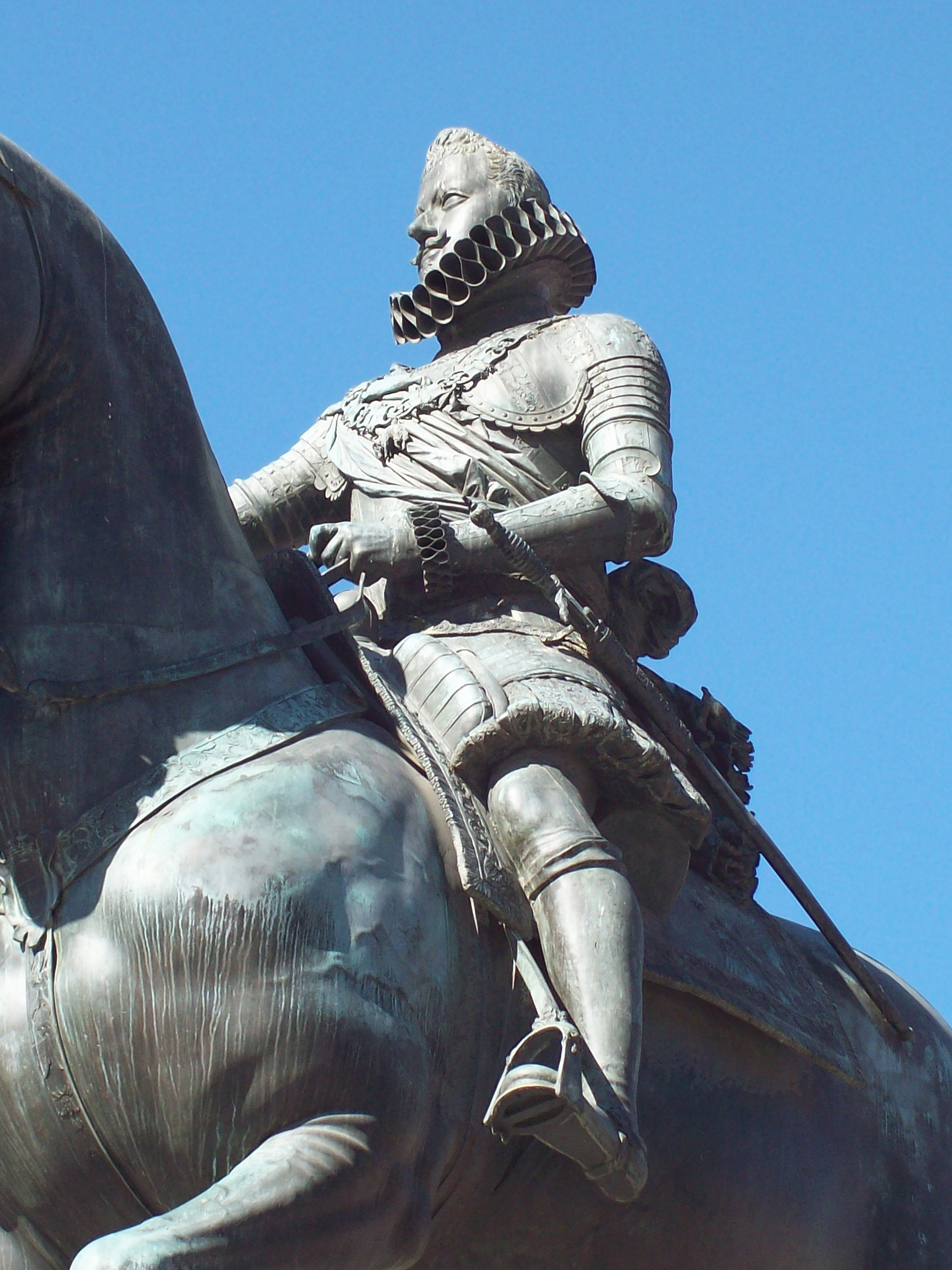
Статуя Філіпа III в Мадриді (1616).

На відміну від свого батька Філіпа II та діда Карла V, які постійно пересувалися по своїх землях, для періоду Філіпа III характерне практично постійне перебування у Мадриді. Тільки раз — у 1599 — він відвідав Каталонію та Валенсію. Стільки ж був у Португалії. Він приїздив в цю підвладну йому країну у 1619 році тільки за тим, щоб прийняти присягу кортесів. Практично увесь час правління Філіпа III королівство Іспанія перебувала у складній фінансовій ситуації, скарбниця була порожня.
На відміну від попередників Філіп III покладався на єдиного радника, який як канцлер або перший міністр брав на себе різноманітні службові обов'язки. При цьому королі посаду такої довіреної особи (valido, privado) займав Франсіско Гомес де Сандоваль-і-Рохас, п'ятий маркіз Денья, герцог Лерма.
Зі вступом Філіпа III на трон Лерма практично відразу перебрав на себе найзначніші владні важелі. Здихався своїх ворогів та супротивників при королівському дворі.
Висування Лерми низка вчених розглядає як перший крок у напрямку створення посади голови уряду, метою якого було керувати бюрократичним механізмом держави, який забирав багато часу у короля. Це дозволяло королю сконцентруватися на основних, пріоритетних завданнях.
Головною метою політики Лерми було збереження ресурсів Кастилії в умовах кризи, що сунула на Іспанію. Провісниками загальної кризи були:
- загибель у 1596-1602 роках 500 тисяч людей (більш за все у Кастилії) або 8 відсотків населення від епідемії чуми;
- збільшення населення міст, зокрема населення Мадриду тільки протягом 1606 року збільшилося з 50 до 100 тисяч осіб;
- зниження виробництва зернових;
- зниження ваги старокастильських міст у загальній економіці країни (Бургос, Медина-де-Ріосеко, Медина-дель-Кампо), які були центрами текстильної промисловості;
- виникли перші проблеми у заморській торгівлі — жителі американських колоній дедалі частіше обходилися товарами власного виробництва (вино, олія, текстиль).

Перша суттєва фінансова криза трапилася 1602 року. Заповнити бюджет вдалось за рахунок збільшення податків. Почався у великих обсягах випуск білонних монет зі зменшеною кількістю срібла. Білонні монети дедалі більше витісняли срібні монети з обігу. До всього знизилося постачання срібла з Америки. Якщо при Філіпі II американське срібло покривало 25 відсотків державних доходів, то при його наступникові суттєво зменшилася й ця частка. Все більше срібла залишалося у колоніях. У 1607 році Філіп III оголосив себе банкрутом
За ініціативи Філіпа III кортеси Кастилії двічі — у 1601 та 1621 — підіймали податки. В підсумку вони стали дорівнювати половині усіх королівських доходів. В цих умовах відроджується значення кортесів. В середньому вони стали засідати по 8 місяців на рік. Без їхньої згоди неможливо було підняти податки. навзаєм міста вимагали поступки: звільнення від податків. інші привілеї міським комунам.
Під час правління Філіпа III не було великих повстань, навіть регіонального сепаратизму. У той же час значно зросла злочинність, в Кастилії, Валенсії та Каталонії буденним став бандитизм.
Незважаючи на продовження культурного розвитку Іспанії (Лопе де Вега, Кальдерон) у духовному житті, а також у науці почалася значна криза. Це було наслідком діяльності інквізиції. Університетська наука поступово вироджувалася у рутинну схоластику.

## Стосунки з нехристиянським населенням
У 1609 вигнано з Іспанії арабське населення (морисків), яке залишилося після завершення Реконкісти. Приводом для таких дій було їх уявні зв'язки з Османською імперією та думка, що морискі підтримують північноафриканських піратів. Внаслідок дій іспанської влади, країни покинуло 270 тисяч осіб (в основному кваліфікованих селян та ремісників), або 2 відсотка всього населення, що суттєво погіршало економічне становище Іспанії.
Восени 1618 року герцог Лерма усунувся від влади, став кардиналом, переїхав до Вальядоліду. Його місце біля короля заступив син Лерми, герцог Уседа. Але вже 15 листопада 1618 року Філіп III фактично позбавив того всіх повноважень.

## Зовнішня політика
Філіп III робив все для продовження гегемонії Габсбургів в Європі. У 1599 році він одружився зі своєю австрійською родичкою — Маргаритою.
Нездатність повноцінно боротися з Англією призвела до думки про укладання з нею миру. Після смерті королеви Англії Єлизавети I (1603) та вступу на престол Якова I (1604) це завдання було розв'язано.
Іншою проблемою були повсталі Нідерланди. Почалось протистояння не тільки на суші, а й на морі. Нідерландці захоплювали території в Америці, Азії, Африці (які до того часу належали Іспанії) Все це, а також важкий економічний та фінансовий стан країни обумовив згоду Іспанії на 12-річне перемир'я зі Сполученими Провінціями (1609 рік). За його підсумками Іспанія визнала незалежність Нідерландів.
Завдяки цьому Іспанія змогла зміцнити свої позиції в Магрибі та Леванті. Укладено угоду з володарем Марракеша Мулі ель-шейхом проти північноафриканських берберських піратів. Вже 1610 року захоплено порт Лараче (Марокко) та завдано серйозних збитків цитаделі піратів — фортеці Ла-Мамора.
Ще однією проблемою Іспанії було збереження за собою північної Італії. У 1613 році Карл Еммануїл I, герцог Савойський почав тут військові дії. Але вже 1615 року він вимушений був укласти австрійський договір. Після цього проти Іспанії виступила Венеція, уклавши військову угоду з Савойським герцогом та королем Франції.
У Німеччині Іспанія протистояла Франції та Бранденбургу. Особливо ситуація загострилася, коли почалася суперечка з приводу наслідування Клевського, Берзького та Юліського герцогств. А. Спінола зайняв ці землі у 1610 році.
Але головною метою Філіпа III було збереження гарних відносин з Австрією. У 1617 році укладено угоду (так званий договір Он'яте — по імені іспанського посла у Відні графа Он'яте) за яким успадкування імператорської корони надавалося австрійській гілці Габсбургів, у той же час нащадки Філіпа III отримували права на Богемію та Угорщину.
З початком Тридцятилітньої війни Філіп III надав допомогу Фердинанду II — 40 тисяч солдатів та 3,4 млн гульденів. Також іспанські війська окупували територію ворога Австрії — Пфальцу (на Рейні).

## Родина
Дружина — Маргарита Габсбург (1584—1611), донька Карла II, ерцгерцога Австрійського, герцога Штірійського та Каринтійського
Діти:
- Анна Маурісія (1601—1666) — дружина Людовика XIII Справедливого, короля Франції
- Філіпп IV Великий (1605—1665) — король Іспанії та Португалії
- Марія Анна (1606—1646) — дружина Фердинанда III, імператора Священної Римської імперії
- Карлос (1607—1632)
- Фернандо (1609—1641) — кардинал-архієпископ Толедо